# Sergei Apollinarijewitsch Gerassimow

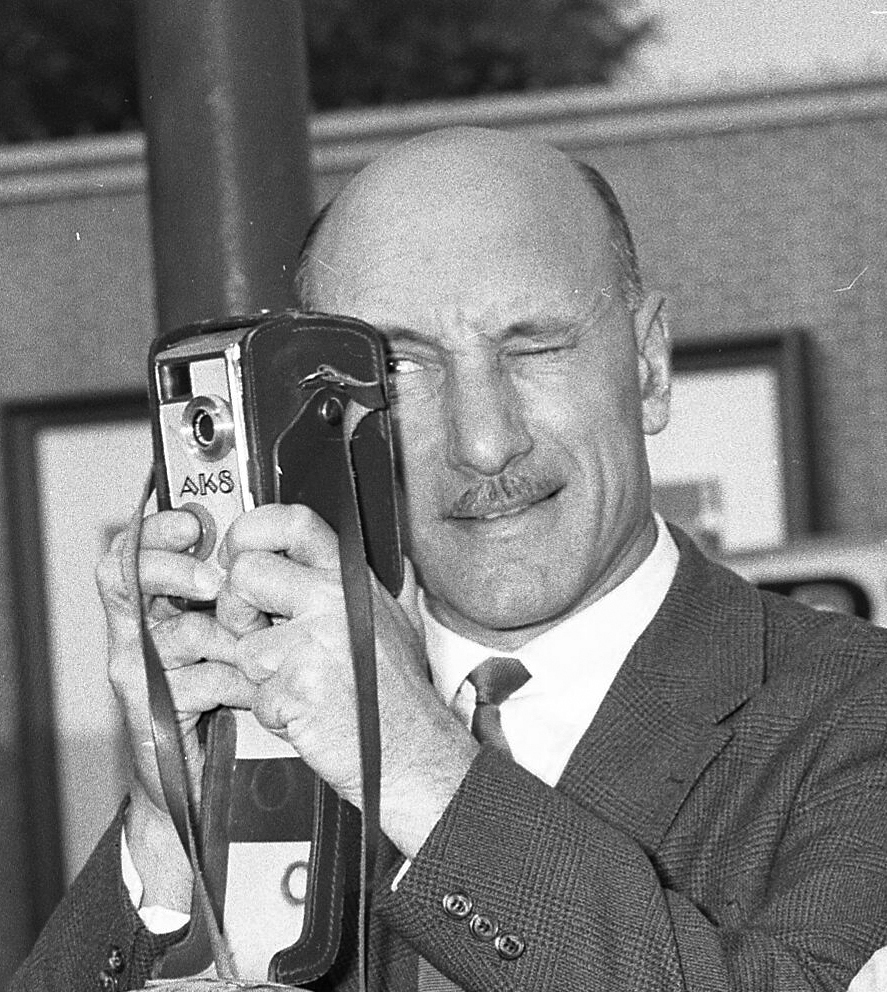
Sergei Gerassimow (1958)

Sergei Apollinarijewitsch Gerassimow (russisch Сергей Аполлинариевич Герасимов; * 21. Maijul. / 3. Juni 1906greg. im Dorf Kundrawy, Gouvernement Orenburg, Russisches Kaiserreich, heute Oblast Tscheljabinsk, Russland; † 26. November 1985 in Moskau) war ein sowjetischer Filmregisseur, Drehbuchautor und Schauspieler.

## Leben
Gerassimow studierte an der Leningrader Kunstschule und beendete sein Studium am Leningrader Institut für Bühnenkunst 1928. Sein Filmdebüt hatte Gerassimow 1926 und er trat bis Anfang der 1930er Jahre bei Sowkino in sieben Filmen als Schauspieler auf. Bis auf Der Mann, der sein Gedächtnis verlor (1929) von Friedrich Ermler entstanden alle diese Stummfilme – darunter Der Mantel (1926), Das neue Babylon (1929) und Odna – Allein (1931) – mit dem Regieduo Grigori Kosinzew und Leonid Trauberg und dem Kameramann Andrei Moskwin, mit denen er bereits 1922 das avantgardistische Künstlerkollektiv FEKS (Fabrik der exzentrischen Schauspieler) gegründet hatte. Ab 1930 führte Gerassimow auch selbst Regie und schrieb Drehbücher.
Ab Mitte der 1930er Jahre lehrte Gerassimow Schauspiel für die Lenfilm-Studios und setzte die jungen Schauspieler auch in seinen Filmen ein. Seine Studentin Tamara Makarowa wurde später seine Ehefrau und Mitarbeiterin, weitere bedeutende Schüler Gerassimows waren Sergei Bondartschuk, dessen Frau Inna Makarowa, Sergei Gurso, Ljudmila Schagalowa, Nonna Mordjukowa, Galina Polskich und Wjatscheslaw Tichonow.
Gerassimows bedeutendstes Filmwerk ist der Dreiteiler Der stille Don aus dem Jahr 1957 nach dem gleichnamigen Roman von Michail Scholochow. Der Film erzählt die Geschichte der Donkosaken in den von Krieg und Bürgerkrieg gezeichneten Jahren 1912 bis 1922. Im Jahr 1984 gelang Gerassimow mit der Biografieverfilmung Lew Tolstoi ein weiterer Erfolg, der Regisseur selbst übernahm die Titelrolle des berühmten russischen Schriftstellers.
Gerassimow war Korrespondierendes Mitglied der Akademie der Künste der DDR.
Das Moskauer Institut für Kinematographie ist nach Sergei Gerassimow benannt.

## Filmografie
- 1926: Der Mantel (Шинель)
- 1929: Двадцать два несчастья – Ko-Regie mit Sergei Bartenew
- 1932: Сердце Соломона – Ko-Regie mit Michail Kressin
- 1934: Люблю ли тебя?
- 1936: Die sieben Kühnen (Семеро смелых)
- 1938: Komsomolsk – Stadt der Jugend (Комсомольск)
- 1939: Der Lehrer (Учитель)
- 1941: Maskerade (Маскарад)
- 1941: Боевой киносборник № 1 – Episode: Встреча с Максимом
- 1943: Непобедимые – Ko-Regie mit Michail Kalatosow
- 1943: Film-Revue (Киноконцерт к 25-летию Красной Армии) – Dokumentarfilm, Ko-Regie mit Michail Kalatosow und Jefim Dsigan
- 1944: Большая земля
- 1948: Die junge Garde (Молодая гвардия)
- 1950: Sonne über China (Освобождённый Китай) – Dokumentarfilm
- 1951: Aus dem Tagebuch einer Ärztin (Сельский врач)
- 1954: Надежда
- 1954/57: Die Windrose – Dokumentarfilm, Ko-Produktion DEFA/IDFF, Ko-Regie mit Joris Ivens, Yannick Bellon, Wu Kuo-yin, Gillo Pontecorvo, Alex Viany und Alberto Cavalcanti
- 1957: Der stille Don, Teil 1 (Тихий Дон)
- 1957: Der stille Don, Teil 2
- 1958: Der stille Don, Teil 3
- 1962: Menschen und Tiere (Люди и звери) – Ko-Produktion mit der DEFA
- 1967: Der Journalist (Журналист) – 2 Teile
- 1970: Am See (У озера) – 2 Teile
- 1972: Den Menschen lieben (Любить человека)
- 1975: Töchter und Mütter (Дочки-матери)
- 1976: Rot und Schwarz (Красное и чёрное) – 4 Teile
- 1981: Peters Jugend (Юность Петра) – Ko-Produktion mit der DEFA, 2 Teile
- 1984: Lew Tolstoi (Лев Толстой) – 2 Teile

## Auszeichnungen
Gerassimow erhielt folgende Auszeichnungen:
- 1941: Stalinpreis für den Film Lehrer
- 1948: Volkskünstler der UdSSR
- 1949: Stalinpreis für den Film Junge Garde
- 1951: Stalinpreis für den Film Befreit China
- 1958: Kristallglobus beim Internationalen Filmfestival von Karlovy Vary für Der stille Don
- 1967: Großer Preis beim Internationalen Filmfestival von Moskau für Der Journalist
- 1984: Kristallglobus beim Internationalen Filmfestival von Karlovy Vary für Lew Tolstoi
- 1984: Leninpreis